# Рятівник (фільм, 1980)
 «Рятівник» (рос. «Спасатель») — російський радянський художній фільм 1980 року режисера Сергія Соловйова. Фільм продовжує трилогію фільмів «Сто днів після дитинства» та «Спадкоємиця по прямій».

## Сюжет
Рятівник Вілька працює на човновій станції провінційного містечка, де знімається документальне кіно про маленьку школу і її учнів — в основному важких підлітків...

## У ролях
- Тетяна Друбич
- Василь Міщенко
- Сергій Шакуров
- Ольга Білявська
- Олександр Кайдановський
- Сергій Хлєбніков
- Валерій Льовушкін
- Галина Петрова
- Катерина Васильєва
- Наталія Орлова
- Анатолій Малашкін
- Валентина Ушакова

## Творча група
- Сценарій та постановка: Сергій Соловйов
- Оператор-постановник: Павло Лебешев
- Композитор: Ісаак Шварц